# Woldemar Kernig
Woldemar Kernig (en letón: Voldemārs Kernigs; en ruso: Владимир Михайлович Керниг; 28 de junio de 1840 - 18 de abril de 1917) fue un internista y neurólogo ruso de ascendencia alemán báltico cuyos descubrimientos médicos salvaron a miles de personas con meningitis. Es conocido por su trabajo pionero en el diagnóstico. El signo de Kernig lleva su nombre.